# Bitwa nad Suteniem
Bitwa nad Suteniem – zbrojne starcie pomiędzy Rusinami i Połowcami, które miało miejsce w 4 kwietnia 1103 roku. Bitwa została odnotowana przez Powieść minionych lat.

## Opis zaPowieścią minionych lat
W roku 1100 książę Włodzimierz II Monomach zarządził przygotowania do wyprawy sił ruskich przeciwko Połowcom. Do wyprawy doszło w 1103 roku a udział w niej wzięły wojska z Kijowa, Perejesławia, Smoleńska, Riazania i Połocka. Rusini wyruszyli brzegiem Dniepru, zaopatrzenie transportując rzeką. Przy Chortycy założono obóz, po czym wojsko ruskie wyruszyło w step. W jakiś czas później napotkano oddział przedni Połowców, który okrążono i całkowicie zniszczono. Dnia 4 kwietnia wojsko ruskie podeszło pod główne koczowisko sił Połowców. Opancerzona jazda ruska oskrzydliła przeciwnika, umożliwiając piechocie uderzenie od czoła. W wyniku tego ataku doszło do pogromu Połowców. Wielu z nich dostało się do niewoli ruskiej. W bitwie zginęło dwudziestu książąt połowieckich.